# Камілль Коттен
Камілль Коттен (фр. Camille Cottin ; нар. 1 грудня 1978, Булонь-Бійанкур, Франція) — французька акторка.

## Біографія
Камілль Коттен народилася в місті Булонь-Бійанкур в Іль-де-Франсі, недалеко від Парижа. Її батько — художник Жіль Коттен, а один із предків — Поль Коттен (1856—1932), директор паризької Бібліотеки Арсеналу. У 12 років Камілль разом з матір'ю та молодшою сестрою переїхала до Лондона, через п'ять років повернулася назад до Франції. В Англії Коттен навчалася у Французькому ліцеї Шарля де Голля (фр. Lycée français Charles-de-Gaulle, потім вивчала англійську та американську літературу в Сорбонні і, здобувши освіту, працювала викладачкою англійської мови. Паралельно вона відвідувала курси акторської майстерності та грала на театральній сцені (наприклад, у п'єсі "Майстер і Маргарита" за романом Булгакова). У 2009 році знялася в рекламному ролику SoftBank, який поставив Вес Андерсон, а в якості головної зірки відео виступив Бред Пітт.
У 2013 році Коттен зіграла головну і єдину роль у серії скетчів Connasse, що знімалися прихованою камерою, де вона перетворилася на образ зарозумілої і примхливої парижанки. 70 епізодів Connasse було показано в ефірі шоу Le Grand Journal на Canal+. У 2015 році за мотивами телевізійних скетчів вийшов фільм "Ідіотка — королева сердець " (фр. Connasse, princesse des cœurs): головна героїня, Камілла, вирушає до Лондона, щоб одружитися з принцом Гаррі. Зйомки в образі Камілли принесли Коттен популярність та номінацію на премію «Сезар» за найкращий дебют, зробили її затребуваною акторкою.
Коттен зіграла одну з головних ролей у комедійному серіалі "Десять відсотків" (4 сезони з 2015 по 2020 рік), номінованого на "Еммі" та французьку нагороду сфери шоу-бізнесу Globes de cristal. У 2016 році вона знову знялася з Бредом Піттом, цього разу у шпигунському трилері Роберта Земекіса "Союзники".

## Фільмографія
| Кіно        | Кіно                        | Кіно           | Кіно      |
| Рік         | Фільм                       | Персонаж       | Примітки  |
| ----------- | --------------------------- | -------------- | --------- |
| 2001        | Ямакасі: Нові самураї       |                |           |
| 2011        | Пограбування по-бельгійськи |                |           |
| 2013        | Газелі                      | Емілі          |           |
| 2014        | В перший раз                | Клеманс        |           |
| 2015        | Наше майбутнє               | Жеральдін      |           |
| 2015        | Ідіотка — королева сердець  | Камілла        |           |
| 2015 — 2020 | Десять відсотків            | Андреа Мартель | ТВ-серіал |
| 2016        | Сигарети та гарячий шоколад | Северін Грейо  |           |
| 2016        | Іріс                        | Наталі Вассер  |           |
| 2016        | Союзники                    | Монік          |           |
| 2017        | Ой, матусі                  | Авріл          |           |
| 2018        | Кинуті                      | Роуз           |           |
| 2018        | Сімейна фотографія          | Ельза          |           |
| 2018        | Нічого собі канікули!       | Флер           |           |
| 2018        | Вбиваючи Єву                | Елен           | ТВ-серіал |
| 2019        | Таємниця Анрі Піка          | Жозефіна Пік   |           |
| 2019        | Він і Вона                  |                |           |
| 2019        | Однієї чарівної ночі        | Ірен           |           |
| 2021        | Тихий вир                   | Віржіні        |           |
| 2021        | Мій легіонер                | Селін          |           |
| 2021        | Дім Gucci                   | Паола Франкі   |           |
| 2023        | Привиди у Венеції           | Ольга Смирноф  |           |

## Нагороди та номінації
Повний список нагород та номінацій на сайті IMDb.
| Нагороди та номінації | Нагороди та номінації  | Нагороди та номінації     | Нагороди та номінації      | Нагороди та номінації |
| Рік                   | Нагорода               | Категорія                 | Фільм                      | Результат             |
| --------------------- | ---------------------- | ------------------------- | -------------------------- | --------------------- |
| 2016                  | Премія «Сезар»         | Найперспективніша акторка | Ідіотка — королева сердець | Номінація             |
| 2016                  | Приз Сюзанни Б'янкетті | Найперспективніша акторка |                            | Перемога              |

## Особисте життя
У Камілль Коттен двоє дітей: Леон (народився 2009 року) та Анна (2015). Їхній батько — паризький архітектор, з яким Коттен у стосунках майже 20 років. У 2018 році він знявся у невеликій ролі у фільмі «Покинуті» разом із самою Коттен, Камілль Шаму та Міу-Міу.